# Barber County
Barber County är ett administrativt område i delstaten Kansas, USA, med 4 861 invånare. Den administrativa huvudorten (county seat) är Medicine Lodge. 

## Geografi
Enligt United States Census Bureau har countyt en total area på 2 943 km². 2 937 km² av den arean är land och 5 km² är vatten. 

### Angränsande countyn
- Pratt County - nord
- Kingman County - nordost
- Harper County - öst
- Alfalfa County, Oklahoma - sydost
- Woods County, Oklahoma - sydväst
- Comanche County - väst
- Kiowa County - nordväst

### Orter
- Hardtner
- Hazelton
- Isabel
- Kiowa
- Medicine Lodge (huvudort)
- Sharon
- Sun City